# Power metal
El power metal es un subgénero del heavy metal que combina elementos del metal tradicional con metal neoclásico. Forma parte de una de las vertientes del speed metal. A diferencia del thrash metal (otra variante del speed metal) el power metal bien definido se concentra en la velocidad, los arreglos melódicos y la técnica instrumental. Las bandas de power metal generalmente tienen canciones similares a himnos, con melodía y fuertes coros épicos, creando así un sonido teatral, dramático y emocionalmente poderoso.Algunos de sus principales exponentes son de Europa y Asia del este, bandas como: Helloween, Stratovarius, Rhapsody of Fire, Sonata Arctica, DragonForce, Galneryus, Versailles, entre otras.
Suele hablarse de dos corrientes dentro del power metal, la europea y estadounidense. La corriente europea (que es a la que habitualmente se refiere el término power metal en la actualidad) se caracterizaría por tener un sonido rápido y melódico, centrándose en temas fantásticos, épicos o de naturaleza humana y dando como resultado la creación de un estilo musical más amplio y reflexivo, con un sonido radiante y melodioso, también utiliza elementos sinfónicos y de la música clásica siendo popular en Europa, Sudamérica y Asia del Este. La corriente estadounidense tendría como principal característica la potencia en sus riffs y batería (siendo a veces confundido con el thrash metal) y generalmente su música no usa elementos sinfónicos ni teclados.

## Influencias (años 1970-1980). El USPM.

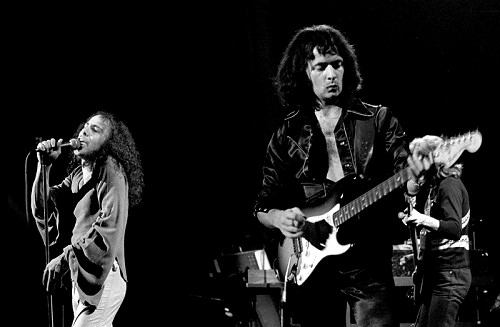
Ronnie James Dio y Ritchie Blackmore en Noruega, 1977

Las influencias para la génesis del power metal son muy variadas, si bien pueden destacarse algunos hitos fundamentales. En 1975 el exguitarrista de Deep Purple Ritchie Blackmore forma una nueva banda junto a los miembros del grupo Elf a la que llamaría Rainbow. El aporte de Rainbow al heavy metal es indiscutible, Ronnie James Dio sentó las bases del estilo lírico del power metal moderno, letras fantásticas centradas en temas medievales, renacentistas, folclóricos y de ciencia ficción.
A principios de los años 1980 muchas bandas dentro del heavy metal tradicional y el speed metal  compusieron temas que influirían con el desarrollo del power metal. La escena inglesa destacaría con Iron Maiden, Saxon, Diamond Head, o Judas Priest principalmente, mientras en Norteamérica Dio (exRainbow y exBlack Sabbath), Manowar o Virgin Steele se centrarían en el carácter épico del heavy metal siendo relativamente underground. Otras bandas, como Jag Panzer, Riot o Anvil en América o Accept en Europa conseguirían un nivel de velocidad instrumental que todavía se sigue usando en el género. También fue una influencia importante el aporte melódico, la voz operística y los elementos progresivos que empleaban bandas americanas como Queensrÿche o Savatage. 
Tras la explosión internacional del heavy metal, en la primera mitad de la década de 1980 en Norteamérica existía un nutrido grupo de bandas de heavy/speed metal o incluso de metal progresivo, que al no ser inglesas y verse de hecho influenciadas por ellas no podían ser consideradas parte de la NWOBHM. Sucedía que en ese momento estaba naciendo en Estados Unidos el thrash metal, estilo al que tampoco podían adscribirse. Y tampoco era su estilo el mismo, aunque guardara ciertas similitudes por la coincidencia de influencias, que el subgénero más melódico que surgiría casi en paralelo en Europa y que acabaría conociéndose como power metal.  
Fue así como bandas (en ocasiones muy dispares entre sí) tal que Omen, Jag Panzer, Helstar, Manilla Road, Cirith Ungol, Fates Warning, Crimson Glory, Vicious Rumors, Virgin Steele, Armored Saint, Savatage, Riot (especialmente a partir de su sexto álbum Thundersteel de 1988) o Manowar (con su primer álbum Battle Hymns de 1982) han sido etiquetadas retroactivamente como "power metal americano" (o US Power Metal -USPM-), si bien ellas mismas siempre han sostenido que hacían heavy metal sin más (véase, paradigmáticamente, la lírica de Manowar) y la propia crítica anglosajona ha llegado a reconocer que la génesis del género power metal es puramente europea continental.Nótese, por lo demás, que en la década de 1980 se empleaba en Estados Unidos el término “power metal” en el contexto de subgéneros de metal muy distintos a aquél que posteriormente se identificaría como el subgénero power metal (véanse la demo Power Metal de Metallica o el álbum Power Metal de Pantera).

## Origen y Desarrollo (años 1980). El “Metal Alemán”.
La relación del power metal con la música clásica y el virtuosismo tiene sus orígenes en la región nórdica Suecia, el músico Yngwie Malmsteen (considerado el principal artífice del metal neoclásico) causó un gran impacto en futuros guitarristas de power metal con su preciso y rápido estilo neoclásico; Yngwie ha declarado en distintas ocasiones que su forma de tocar la guitarra eléctrica está estrechamente relacionado con la música barroca y del violín clásico (influenciado en Niccolò Paganini), sus trabajos en solitario (Marching Out, Trilogy u Odyssey) fueron un factor clave en el desarrollo del power metal y su fuerte vinculación con lo clásico.
A mediados de la década de 1980 en Europa, las bandas alemanas Helloween (banda fundada en 1978 y habitualmente considerados los “padres” del género), Running Wild, Grave Digger, Rage (estas cuatro bandas han sido consideradas las “cuatro grandes” de entre esa primera ola del power metal alemán), Heaven's Gate, Scanner, Blind Guardian y por extensión Gamma Ray (escisión de los primeros, fundada por Kai Hansen -considerado “el padre del power metal”- en 1989) desarrollarían el speed metal en una dirección diferente a la del del thrash metal. Suele considerarse a Helloween la banda más influyente del género y su álbum Walls of Jericho de 1985 como el primer álbum de power metal, debido a la rapidez, potencia y un leve toque de melodía que ejercían en sus canciones. Años después, los mismos Helloween editarían el que se considera el primer disco de power metal melódico Keeper Of The Seven Keys Part 1 de 1987, caracterizado no solo por la velocidad de sus canciones, sino también por la voz melódica de Michael Kiske y la clara influencia del metal melódico. Con su propio estilo, Helloween fue capaz de llegar a tener un gran éxito en todo el mundo en una época en donde el heavy metal se centraba en ser más conceptual a la NWOBHM.
Como puede apreciarse, la escena de power metal en su origen estaba integrada mayoritariamente por grupos alemanes, hasta el punto de que por aquel entonces se denominaba habitualmente "metal alemán" sin mayores especificaciones a lo que acabaría conociéndose como power metal. Nótese, como ya se indicó en el anterior epígrafe al mencionar los primeros empleos del término “power metal” en EE. UU., que dentro de la vorágine creativa de la década de 1980 que dio origen a los primeros subgéneros del heavy metal, surgió la necesidad de etiquetarlos de alguna manera que indicara su carácter novedoso: en el caso de Helloween, su debut discográfico se produjo en el split de 1984 Death Metal, a pesar de que su estilo nada tenía que ver con lo que se conocería como death metal y sí con lo que hoy se conoce como power metal, etiqueta con la que aún no se asociaba su música. No obstante, en esa primigenia escena alemana también se llega a emplear el término de forma más acorde con el entendimiento actual del subgénero. Paradigmáticamente, Iron Angel titula su demo debut Power Metal Attack (1984), definiendo su estilo en estos términos: “queríamos conectar el speed metal con elementos melódicos, lo que haría Helloween”.

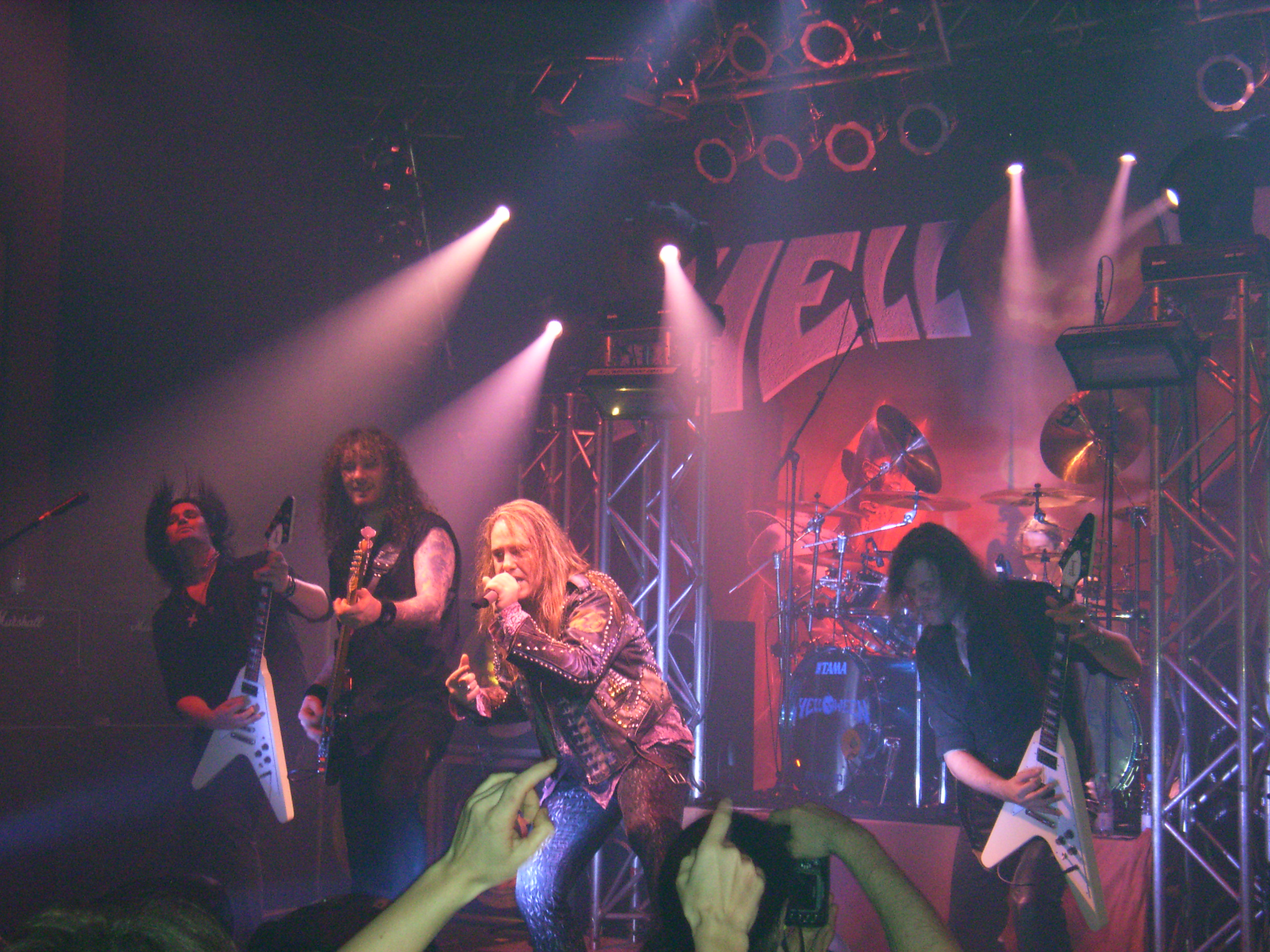
Helloween, los considerados "padres" del género.

## Popularidad y estabilización (años 1990-actualidad). El auge del Europower.

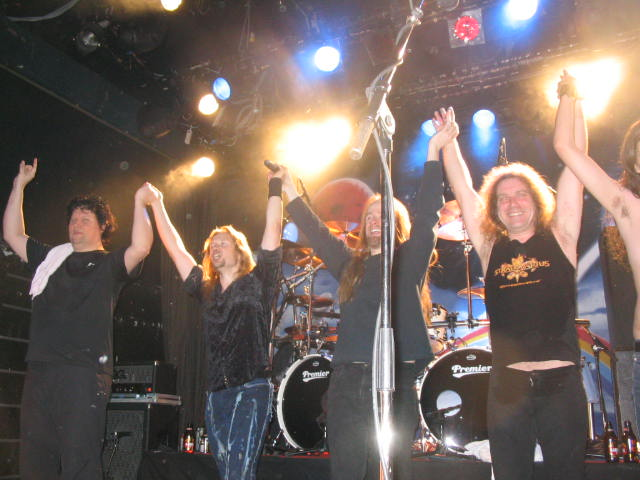
Stratovarius, una de las bandas iniciadoras del movimiento europower en la década de 1990.

Llegados los años 1990, comenzó a popularizarse en contextos anglosajones la denominación europower para referirse al género en auge en Europa, con clara influencia de la NWOBHM, melódico y sinfónico, iniciado por los ya nombrados Helloween y desarrollado inicialmente en Alemania. Sin embargo, otro actor fundamental en esos momentos vino de Finlandia. Stratovarius (fundada en 1984, con debut discográfico en 1989 y muy influenciada por Yngwie J. Malmsteen) dio un enfoque melódico y neoclásico con una importante presencia del teclado, volviéndose sumamente influyente en el género y un claro ejemplo musical para próximas bandas de power metal melódico, con una sonoridad diferente a la alemana y un estilo propio, que se vería en discos como Episode, Visions y Destiny.A este desempeño de los fineses se unió el estado de gracia en el mismo periodo de otras bandas igualmente fundadas la década anterior como Blind Guardian (Imaginations from the Other Side), Gamma Ray (Land of the Free) o Helloween (The Time of the Oath). La acumulación de estas obras de gran calidad en un breve periodo de tiempo en torno a 1995 por parte de estas bandas hizo que la escena explotara internacionalmente y proliferaran las propuestas de power metal.
Tomando una base de speed metal y heavy metal melódico, los grupos que iban surgiendo (los italianos Rhapsody of Fire, los suecos HammerFall, los finlandeses Sonata Arctica y Nightwish, los brasileños Angra, los alemanes Edguy, o los estadounidenses Kamelot como principales referencias) añadían un teclado mucho más importante en el sonido final, habituales coros épicos, gran destreza técnica en las guitarras (con espectaculares solos) y batería (una gran velocidad y doble bombo), letras de fantasía y, a veces, sonido de orquesta. Estos nuevos grupos, unidos a los fundados en la década anterior, conformaron una escena global de significativa relevancia en Europa, Japón y Sudamérica. Fue en este contexto cuando finalmente triunfó la etiqueta “power metal” para referirse a este subgénero de origen europeo, abandonándose la etiqueta de “metal alemán” y sobreentendiéndose que “power metal” se refería al europower (surgiendo así la necesidad de etiquetar como “power metal americano” o USPM, a fin de distinguirlas, a algunas bandas de heavy/speed metal que practicaban un estilo distinto y en ocasiones muy similar al thrash metal, tal y como se indicó anteriormente).
La razón por la que el power metal consiguió gran popularidad en los años 1990 fue porque se mostraba opuesto y reaccionario a los géneros del metal más extremo como el black metal y death metal (lo cual no quita que hubiera fusiones entre esos subgéneros más extremos y el power metal, ejemplificadas en los finlandeses Children of Bodom, con su álbum debut publicado en 1997, titulado «Something Wild».), los cuales centraban sus letras en temas oscuros y menos vitalistas, mientras la otra gran variante del speed metal, el thrash metal, estaba en decadencia durante esta época. Otros, cansados del grunge y otros estilos alternativos, predominantes en los inicios de la década, encontraron en este estilo un retorno al metal tradicional, o una forma de mantenerse fieles a los cánones originales del mismo.
Considerado por varios críticos como un subgénero conceptual del heavy metal, evolución natural del mismo, este género ha sido muy popular en Europa, Japón y algunos países de Sudamérica, y muy relevante para el heavy metal en español (de una u otra manera, en alguna de sus obras se adscribieron a este estilo bandas como los españoles Avalanch, WarCry, Mägo de Oz, Tierra Santa o Saratoga).A finales de la década de 1990 y principios del siglo XXI era, quizás, el género de metal más popular en ciertos lugares de Europa. Sin embargo, la escena no paraba de crecer y suele aducirse que se produjo una saturación de nuevas bandas -algunas de originalidad y/o calidad discutibles- que seguían sumándose a las ya mencionadas y que acabó por cansar a los aficionados, lo cual unido al auge de otros subgéneros de metal con ciertas similitudes, como el death metal melódico, hizo que llegado el año 2010 se hubiera convertido en un subgénero rozando el underground.
A pesar de todo, han seguido alcanzando con posterioridad a esa fecha un significativo éxito comercial algunas bandas de power metal que debutaron en el siglo XXI, como la ópera metal de Tobias Sammet, Avantasia, o grupos como los británicos DragonForce, los suecos Sabaton, los japoneses Galneryus o los alemanes Powerwolf. También han mantenido su popularidad muchas de las bandas veteranas: paradigmáticamente, el álbum Helloween de Helloween alcanzó el número uno en ventas en varios países en 2021.Una de las críticas más recurrentes a muchas de las bandas que han ido surgiendo en el actual milenio es que han primado el aspecto humorístico, ya sea en las letras de sus canciones o en su puesta en escena, provocando que la imagen que hoy proyecta el power metal sea la de un subgénero “poco serio” comparado con otras ramas del metal.

## Subgéneros
Además de la ya mencionada distinción entre europower y US power metal, a veces el power metal es dividido en varios subgéneros pequeños, con pequeñas diferencias, que funcionan como meras etiquetas para designar a grupos dispares. En algunas ocasiones, los subgéneros se definen únicamente por la temática de sus letras, por lo que pueden solaparse varios subgéneros para etiquetar a una misma banda. Como todas las subdivisiones entre subgéneros, esta es una cuestión no exenta de polémica, tanto por lo que se refiere a la existencia de estas subdivisiones como a la ubicación de los grupos en una u otra. La comunidad del metal admite de forma más o menos pacífica la existencia de las etiquetas power metal clásico, power metal sinfónico, power metal progresivo, power metal épico y power metal melódico, reconociendo asimismo la existencia de diversas fusiones.

### Power metalépico
Orienta las letras a la poesía épica, narrando normalmente hechos gloriosos de grandes héroes. También se pueden basar en la mitología, o en obras de autores de fantasía y ciencia ficción. Uno de los más utilizados como inspiración es Tolkien. Musicalmente, las canciones de este género suelen ser más largas de la media y aunar momentos de gran velocidad utilizando doble pedal y riffs muy rápidos con voces desgarradas y melancólicas incluso voces muy fuertes agudas. La banda más representativa de este género son los italianos de Rhapsody Of Fire. También valdrían como ejemplos Kamelot (quienes han hecho álbumes conceptuales inspirados en libros como Fausto de Goethe), Wizard, Rebellion, Dark Moor, Tierra Santa, Metatron, Hammerfall, Celesty, Spellblast, Blind Guardian, Elvenking, Legend Maker, Galloglas, Stormwarrior, Drakkar, Wind Rose, Powerwolf, Gloryhammer, Sabaton, Forgotten Tales, Majesty (banda), Virgin Steele, Fairyland, Signal Blade, Civil War entre otras.

### Power metalbélico
Se le conoce así por la lírica que va dedicada a temas como conflictos bélicos, reflexiones sobre estos y sucesos importantes de la historia universal, dirigiendo todo el estilo del género (power metal) a conseguir una atmósfera de dicha índole en cada canción, ya sea usando efectos de sonido o haciendo buen provecho de los teclados. Además, cabe destacar que no se busca llegar a cantar con voz épica o de tenor, siendo habitual una voz de barítono agresiva. Una de las bandas más reconocidas en este subgénero es la banda Sabaton.

### Power metalclásico
Bajo este paraguas suelen cobijarse tanto las bandas del “power metal americano” como las primeras bandas de power metal surgidas en Alemania, como los propios Helloween en su álbum debut. Algunos ejemplos serían Omen, Rage, Wizard, Jag Panzer, Predator, Riot, Hägen, Dream evil, Powergod, Powermad, Attacker, Manilla Road, Legend Maker, Helstar, Liege Lord, Warrant, Vhäldemar, Cloven Hoof y Helloween.

### Power metalmelódico

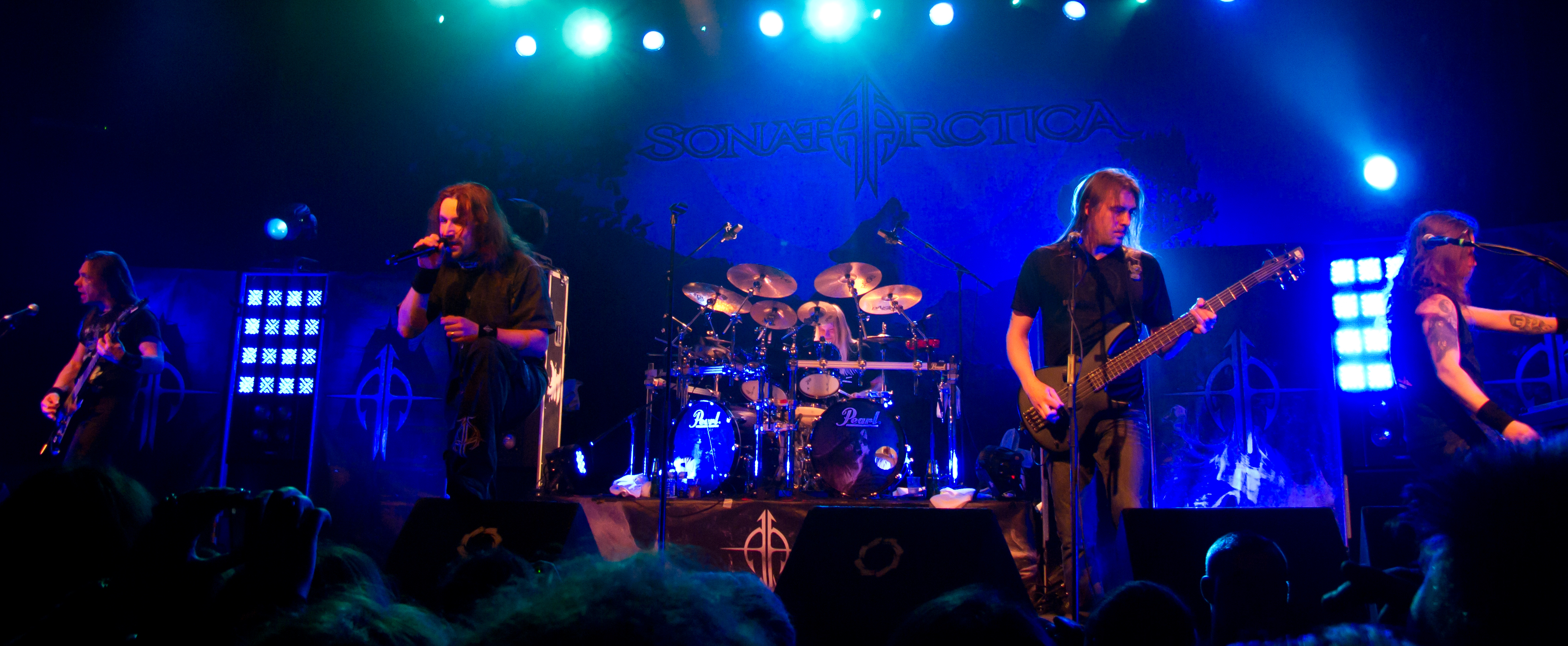
Sonata Arctica, uno de los más grandes exponentes del power metal melódico.

En este género la melodía suele ocupar el primer plano.  La mayoría de los cantantes del subgénero son tenores (Michael Kiske, Timo Kotipelto, Joacim Cans, André Matos, Tony Kakko, Tobias Sammet o Kai Hansen entre otros) y raramente barítonos (Roy Khan, Andi Deris, Gioeli). Los teclados tienen un rol protagónico muy elevado y a menudo incorporan elementos sinfónicos a sus composiciones, un claro ejemplo es el projecto en solitario del virtuoso guitarrista italiano Luca Turilli. La batería es fundamental, sobre todo usando dobles bombos, este fue el primer subgénero en poseer cambios de ritmo que además venían acompañados con mucha instrumentación en las guitarras y con complejos solos, a veces más de uno por canción, un buen ejemplo es la banda DragonForce. Algunas bandas y solistas representativos son: Dreamtale, Firewind, Stratovarius, Sonata Arctica, ReinXeed, Masterplan, HammerFall, Galneryus, Dragonland, Heavenly, Aquaria, Edguy, DragonForce, Helloween, Twilight Force, Andre Matos, Freedom Call, Morifade, Golden Resurrection, Warcry, Alquimia, Balflare, Majestica, Luca Turilli, entre otras.

### Power metalprogresivo
Este subgénero nace al fusionar el power metal con el metal progresivo, dentro de este género podemos encontrar un power metal más elaborado y complejo en lo que a composición, instrumentación y en cuanto a arreglos se refiere. Las canciones de este subgénero suelen contener síncopas y continuos cambios de ritmo que además vienen acompañados con mucha instrumentación en las guitarras, teclados que llegan a tener un protagonismo altamente considerable que en cualquiera de sus otras ramas y con complejos solos, puede haber hasta más de un solo por canción. Los grupos representativos de este género son: Vision Divine, Crimson Glory, Starbinary, Savatage, Easy Rider, Elegy, Fates Warning, Dreamscape, X Japan, Legendaria, Ayreon, Illusion Suite, Hidden Lapse, Angra, Toccata Magna, Glory Opera, Kamelot, Shaman, Adagio o Myopia.

### Power metalsinfónico

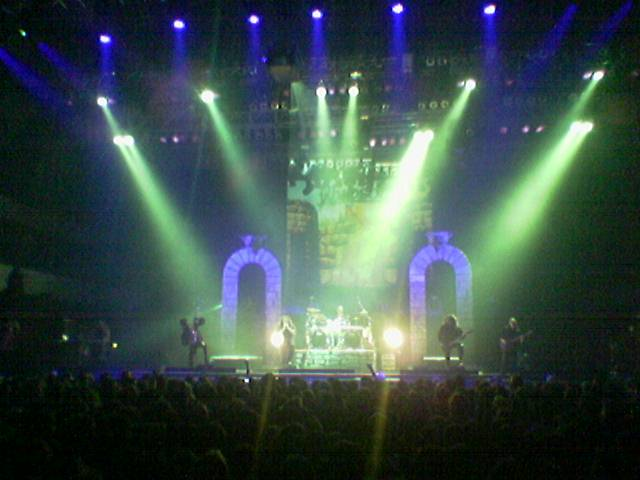
Rhapsody of Fire, banda insignia del power metal sinfónico.

Este subgénero fusiona elementos de la música clásica y el metal sinfónico con el power metal. Algunos ejemplos los ofrecerían bandas como Rhapsody of Fire, Nightwish, Dragonland, Avantasia, Opera Magna, Fairyland, Majestica, Twilight Force, Aquaria, Amberian Dawn, Shadowstrike, Timo Tolkki's Avalon, Dark Moor, Celesty, Gloryhammer, Pathfinder, Beto Vázquez Infinity, ReinXeed, Kyrie Eleison o Versailles ~Philharmonic Quintet~.